# Эльберт, Борис Яковлевич
Борис Яковлевич Э́льберт (Бер Янкель-Меерович; 25 декабря [6 января] 1890, Дубно, Волынская губерния, ныне Ровенская область, Украина — 19 декабря 1963) — советский учёный в области микробиологии.

## Биография
В 1909 году окончил гимназию в Варшаве. В 1909—1914 годах учился на медицинском факультете Лембергского университета. Служил врачом Волынской земской больницы (1914—1915), начальник-бактериолог санитарно-эпидемических отрядов Русского общества Красного Креста и Красного Полумесяца на Юго-Западном и Южном фронтах (1915—1918).
В 1917 году окончил Императорский университет Святого Владимира в Киеве. В 1919—1923 годах работал в Киеве, начальник санитарно-бактериологической лаборатории Киевского военного округа. С 1923 года директор Белорусского санитарно-бактериологического НИИ, в 1925—1931 заведующий кафедрой Белорусского государственного университета. В 1931 году директор Минского бактериологического института.
5 марта 1931 года арестован ОГПУ. 29 января 1932 года приговорён Коллегией ОГПУ по обвинению в ст. 69, 76 УК БССР как «член контр-революционной вредительской организации в системе Наркомздрава БССР» к 3 годам ИТЛ. По воспоминаниям заместителя директора Бактериологического института РККА Е. И. Демиховского Б. Я. Эльберт вместе с другими видными микробиологами был отправлен в Суздаль, где на территории монастыря работал в бактериологической лаборатории этого института, занимавшейся разработкой бактериологического оружия. При этом, по словам Демиховского, учёные были расконвоированы и могли выходить в город, где жили их семьи.
В 1948—1962 годах работал в Минском медицинском институте.
27 июля 1956 года реабилитирован Судебной коллегией Верховного Суда БССР.
В 1962—1963 годах снова назначен заведующим кафедрой Белорусского государственного университета. Доктор медицинских наук (1939), профессор (1949).
Работы по исследованию склеромы, туберкулёза, туляремии. Один из авторов противотуляремийной вакцины Гайского-Эльберта (совместно с иркутским ученым Н. А. Гайским).

## Признание
- Сталинская премия второй степени (1946) — за разработку метода вакцинных прививок, предохраняющих от заболеваний туляремией
- заслуженный деятель наук Киргизской ССР (1942).

## Адреса
- 1931 — Минск, ул. Ново-Московская 60[3].

## Научные труды
- Капсульные бактерии, 1950;
- Микробиология склеромы. М., 1954;
- Теория и практика иммунопрофилактики туляремии, 1956
- Руководство по микробиологии и эпидемиологии, 1957;
- Микробы и вирусы. 1960;
- Практическое пособие по медицинской микробиологии 1962;
- Микробиология важнейших инфекционных болезней в 2-х томах, 1962, 1965;
- Основы вирусологии, 1965;